# Rachias caudatus
Rachias caudatus är en spindelart som först beskrevs av Salvador de Toledo Piza Júnior 1939.  Rachias caudatus ingår i släktet Rachias och familjen Nemesiidae. Inga underarter finns listade i Catalogue of Life.